# Escut de Manlleu
L'escut oficial de Manlleu té el següent blasonament:
Escut caironat: de gules, una mà sinistra palmellada d'or. Per timbre, una corona mural de vila.

## Història
Va ser aprovat el 29 d'abril de 1982 i publicat al DOGC el 16 de juny del mateix any amb el número 232.
La mà és el senyal parlant tradicional, al·lusiu a la primera part del nom de la vila.